# Raión de Novomykolaivka
Novomykolaivka (en ucraniano: Новомиколаївський район) es un raión o distrito de Ucrania en el óblast de Zaporiyia. 
Comprende una superficie de 915 km².
La capital es la ciudad de Novomykolaivka.

## Demografía
Según estimación de 2010 contaba con una población total de 17.737 habitantes.

## Otros datos
El código KOATUU es 2323600000. El código postal 70100 y el prefijo telefónico +380 6144.